# František Procházka (fotbalista)
František Procházka (* 29. srpna 1969) je bývalý český fotbalista.

## Fotbalová kariéra
V české lize hrál za FC Vítkovice. Nastoupil v 5 ligových utkáních a dal 1 gól.

## Ligová bilance
| Ročník                          | Zápasy | Góly | Klub         |
| ------------------------------- | ------ | ---- | ------------ |
| 1. česká fotbalová liga 1993/94 | 5      | 1    | FC Vítkovice |
| CELKEM 1. liga                  | 5      | 1    |              |